# MFK Dubnica
El MFK Dubnica es un club de fútbol eslovaco de la ciudad de Dubnica nad Váhom. Fue fundado en 1926 y juega en la Cuarta División de Eslovaquia.

## Historia
El club fue fundado en 1926 y ascendió a la 2.ª división eslovaca en 1974. En 1977 ascendió por primera vez a la Primera División de Checoslovaquia y en la primera temporada terminó noveno; el club se mantuvo durante 10 temporadas en la categoría.
Hubo que esperar hasta 1996 para que el club pudiera volver al más alto nivel, ahora en la república independiente de Eslovaquia. El club subió y bajó varias veces entre el primer y el segundo nivel y en 2011 descendió a la segunda liga.

## Cambios de nombre
- 1926 : fundada como SK Dubnica
- 1948 : Sokol SK Dubnica
- 1953 : DSO Spartak SK Dubnica
- 1962 : TJ Spartak SK Dubnica
- 1965 : TJ Spartak SMZ Dubnica
- 1978 : TJ Spartak ZTS SK Dubnica
- 1993 : FK ZTS Dubnica
- 2008 : MFK Dubnica
- 2017 : FK Dubnica nad Vahom

## Participación en competiciones europeas
| Temporada | Competición   | Ronda | Club               | Cómputo global | Ida     | Vuelta  |
| --------- | ------------- | ----- | ------------------ | -------------- | ------- | ------- |
| 2003      | Intertoto Cup | 1R    | Olympiakos Nicosia | 7-1            | 3-0 (C) | 4-1 (F) |
|           |               | 2R    | NK Koper           | 3-3            | 0-1 (F) | 3-2 (C) |
| 2004      | Intertoto Cup | 1R    | Teuta Durrës       | 4-0            | 0-0 (F) | 4-0 (C) |
|           |               | 2R    | Slovan Liberec     | 1-7            | 1-2 (C) | 0-5 (F) |
| 2005      | Intertoto Cup | 1R    | Vasas Budapest     | 2-0            | 0-0 (F) | 2-0 (C) |
|           |               | 2R    | Ankaraspor         | 4-1            | 4-0 (F) | 0-1 (C) |
|           |               | 3R    | Newcastle United   | 1-5            | 1-3 (C) | 0-2 (F) |